# 平野耕太
平野 耕太（ひらの こうた、1973年7月14日 - ）は、日本の漫画家。東京都足立区出身、在住。アクション・ギャグ作品を主に手がける。愛称は「ヒラコー」。

## 来歴
高校時代は漫画研究部の部長を務め、その後、専門学校東京デザイナー学院アニメーション科（現東京ネットウエイブ）に入学し、中退。同校の漫画研究会に所属し、在学中に『COMICパピポ』（フランス書院）に掲載された『COYOTE』でデビュー。一時ゲーム会社に勤めていたものの数日（1週間以内）で退社しており、本人曰く「忘れたい出来事」と作品中で語っている。
デビューから暫くは成人向け漫画を執筆していたが、既にその頃からストーリー展開やギャグ部分に独特の雰囲気が存在していた。その後、一般雑誌に転向し『コミックガム』にて、同人誌に全てを賭けるオタクたちの野望と狂気を描いた『大同人物語』でカルト的な人気を得るが、連載中断のまま未完となった。打ち切りに際して、「ガム（掲載誌）？　知らねえよ。電話ひとつねえ。理不尽には無視で返すべきなのだ。故に知らねー」と、出版社との確執を吐露した。また1997年には『ファミ通PS』で『進め!!聖学電脳研究部』を連載、掲載雑誌の方向性をしばしば逸脱したゲーム紹介やストーリーの脱線などで話題を集めたが、出版関連の騒動から近年の角川書店版発売まで単行本があまり出回らなかった（角川書店版の後書きで騒動の顛末が書かれている）。1998年より『ヤングキングアワーズ』にてイギリス国教会とカトリックのヴァンパイアハンターおよびナチスの吸血鬼軍団による三つ巴の戦いを描く『HELLSING』を連載、同作は10年近い長期連載へと至る人気作となり、漫画家としての知名度を確立することになった。
2009年に『HELLSING』を完結させ、新たに各時代の武士・軍人たちが異世界で戦う『ドリフターズ』の執筆を開始した。
2022年11月20日に自身のTwitterで入院中であることを明かした。本人は「3日ほど胃痛がずーッと続いて飯を食うと12時間ほどウンウン唸る羽目になるのでなにも食えんで白湯ばかり飲んでる」とツイート。22日には「オペ終了。寝てる間に終わっていた」、「やはり胆石が胆管閉塞させてたようで、内視鏡で見た後そのまま内視鏡手術もやってくださったようで、寝てる間に終わっていた」と詳しい診断内容をツイートした。また、27日には「膵炎併発。昨日は激痛で一晩のたうちまわった。今日もう一回内視鏡手術。内視鏡手術のたびに膵炎再併発するかもて。気が重い」とツイートしている。

## 作風
作品中ではナチスが登場することも多い。デビュー作の『COYOTE』ではレジスタンスとナチス・ドイツを髣髴とさせる軍事国家との戦いが描かれ、『HELLSING』では物語のキーとなる形で登場する。なお、軍服の作画には苦労するらしく「あんな描きにくい奴ら死ねばいいんですよ！」「ナチはヘドが出るほど描き過ぎた」と語っている。
ベタを多用し陰影を強調した画、特異なデッサン・ポーズ、そして芝居がかった大仰な台詞回しが特徴である。この独特の修辞法は佐藤大輔の小説やウィンストン・チャーチルの演説などから影響を受けているとされる。また、前者の描画法は日本国内では珍しいが、アメコミでの一般的なデフォルメに近い形式である。
長編作品ではシリアスな物語を基本とする一方で、ネタに走った場面や短編・エッセイ風の作品も描く。
ギャグシーンなどでゲーム、漫画、アニメ、映画、音楽などの話題が唐突に登場したり、背景としてペンギン村風の光景（山や雲などに笑顔）などパロディをさしこむこともある。
登場人物は男女を問わず手袋・眼鏡を着用しているキャラクターが多い。巨乳、メガネ、ネコ（女役）になる美少年を好む。眼鏡キャラには偏愛があり、『天空の城ラピュタ』の登場人物であるムスカ大佐が自身の精神世界で最上位に来ると『アニメージュ』で語ったことがある。おなじくふしぎの海のナディアの敵役であるガーゴイルからの影響もたびたび語る。
『HELLSING』や『ドリフターズ』の単行本巻末には、近況、ブラックジョーク、ヤクザ映画などのパロディ、筆の向くままの奇声などを描くコーナーが存在する。単行本カバーにおける著者紹介欄では、毎回ほぼ一貫して趣味「いやがらせ」「ちんこいじり」と記載している。
成年誌で活動中から女性器描画における陰毛表現についてこだわりを持っており、一般誌に移ってからも折にふれて主張。「無毛・パイパン以外認められない。魅力的なキャラクターでも陰毛が生えているだけで台無しになる」。例に挙げるのは「トップをねらえ!」の、タカヤ・ノリコなど。
また、同人誌であつかう性描写には強姦ものが多い。
現在のアシスタントは専門学校時代の同級生3名とのこと。
近況漫画に出てくる2人のうちツッコミを担当しているほうが、友人で漫画家の山田秋太郎である。

## 人物

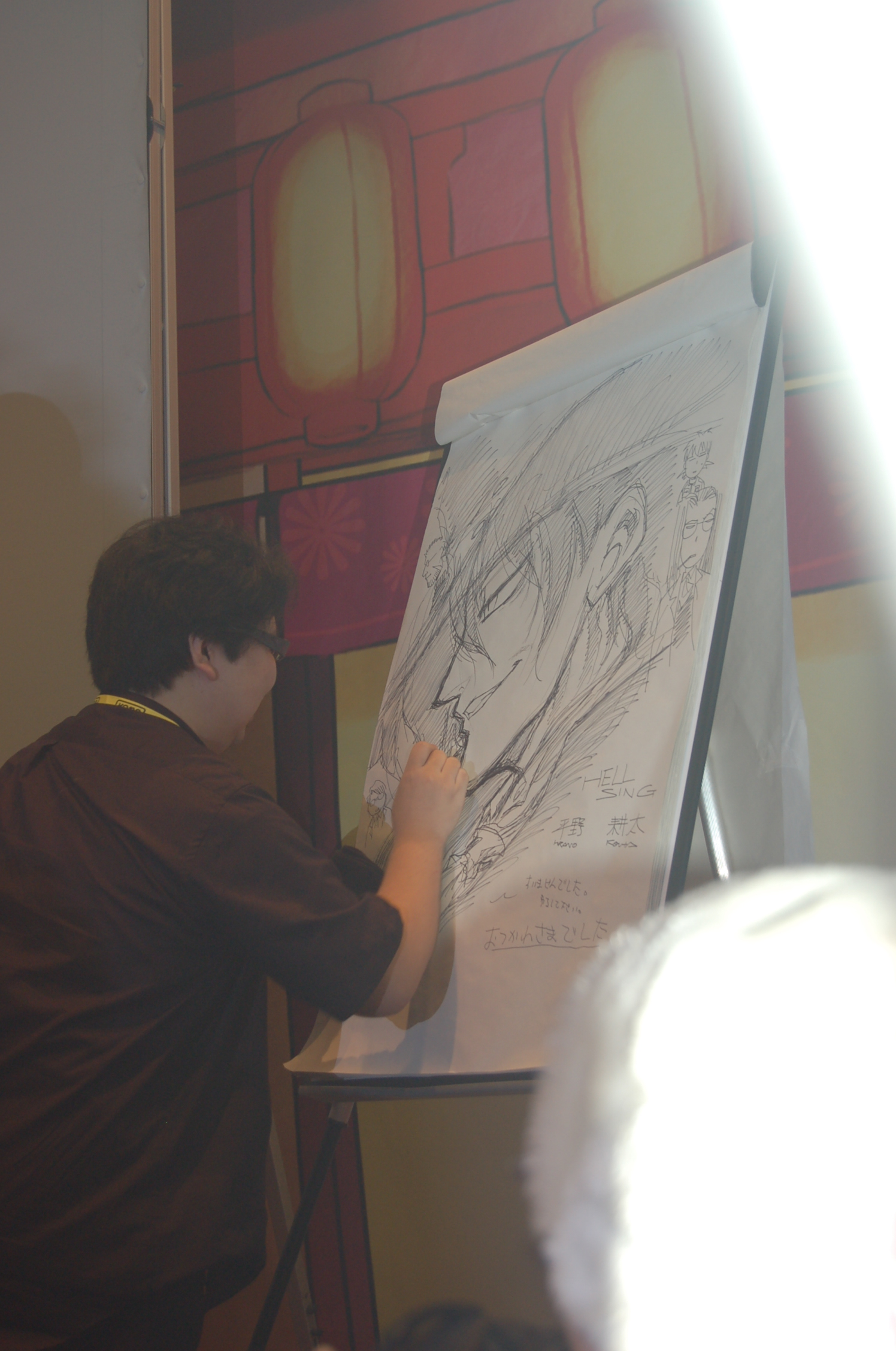
ジャパン・エキスポでのパフォーマンス(2008年)

単行本の後書き・巻末コメントやTwitter、公式サイト・ブログなどのインターネット上では過激かつひょうきんな一面をあらわすことでも話題にあがる。
ただしこうした発言はあくまでオタクが定型的に用いるネタであるとしている。
掲示板などの質問には真摯な面もみせる反面、ネット上の煽りなどには激しく憤る人物である。公式サイト時代は怒りとともに閉鎖と再開を繰り返していた。
自画像では黒のサファリ帽を被り、黒いワイシャツにネクタイを締めワッペンを沢山貼ったジャケットをまとった、太った眼鏡の男として登場する。

### エピソード
- 特に自らが嫌う人・物に対するバッシングは激しく、その容赦のない文面によっても話題を集めている。
  - HELLSINGがTVアニメ化された際その出来を痛烈に批判。「野沢那智がもったいねえ。以上。第一話見て期待してた俺が馬鹿だった。さっさとゲームWAVE見たら寝ようや。馬鹿馬鹿しい。」と切り捨てた。これにより後に作者の意向を反映させたOVA版がつくられることになる[5]。
  - 職業を「江川達也をテレビで見るたびに舌打ちをする係」としていたこともあり、接点の薄いタレント漫画家に対して苦言が多い。
  - 『ファイアーエムブレム 暁の女神』を「コントローラー放り投げた」など猛烈に批判した[6]。
  - 出身地である足立区をネタにすることが多い。
    - 対して区民でもない人間からの悪評には怒りの反応をしめす。「治安が悪い」などと評されたときには激怒のコメントを書きつづったこともあった。

- ブログからTwitterに移りかわり、こうした発言の頻度も活発化していった。
  - 2010年に入ったころ開始。フォロワーから寄せられる「思ってたより面白くない」などのツイートへ怒りを表した。「勝手に人のこと想像しといてイメージと違ったから嫌いってアホか」とアカウント削除に至る。数日後新たににアカウントを作り直し、Twitterを再開した[7]。
    - 2015年。ドリフターズのアニメ化に際して「友人と私的にリプライした仮定の話」を「やらおん」「オレ的ゲーム速報＠刃」に掲載されたことへ激怒する。掲載先を名指しで批判したのち、一時的にTwitterを退会した[8]。

  - 学生時代の同級生が、平野耕太と山田秋太郎の関係を「モーツァルトとサリエリ」に例えて訳知り顔で書き込みをしたところ、「学生時代に絵も漫画もろくに描かなかった奴が、なぜそんなことを言えるのか」という主旨のコメントをし、強く非難した[9]。
  - Pixivが開催した講談社まんがスカウトfesから一作をツイートし、すがわらくにゆきからの盗作だと呼びかけた。「正気かよ」「もう少し捻ろうぜ」と創作モラルに対して苦言を呈した。当該作品は数時間後に削除された[10]。
  - 大地丙太郎から罵りを受けたと告発した。「飲み会の席で大した面識もないのにやってきて、肥満について説教し、ダイエット法を押しつけてきた。不快な思いをした」と現場でのセリフをまじえて数ツイートにわたり描写した[11]。
  - アニメーション監督の山本寛をブロックしていると公言[12]。
  - 漫画の違法アップロードには強烈な嫌悪感を示しており、過去にはTwitter上で、違法アップする人間だけでなくそれをありがたがって読む人間も同罪だとした上で違法アップ者に対して「後世の医学者が頭抱えたり腹抱えて爆笑するような死に様で今生から消えて欲しいです」とツイートしている[13]。
  - とあるTwitterのユーザーが「HELLSING」のTVアニメ版を紹介しようとして、間違えてOVA版の画像を使用したことに対し、「OVAとTVの区別もつかないアニメツイアカウントに何か価値あるんですかね」と、引用でそのユーザーを非難するツイートを投稿した（現在は削除されている。）。ちなみに非難を受けたそのユーザーは、サイレントで該当のツイートを削除してそのまま放置。4日後に謝罪のツイートはした[14]ものの、平野には直接謝罪しない・謝罪文の段落が不安定・謝罪文の中で「悪手」という言葉を使う・サブアカウントで「メインアカウントで（該当のツイートの件について）どうツイートするべきかずっと考えていたら発信が本当に遅くなってしまった」と言い訳のツイートを投稿する[15]など、あまり反省の色は見られない様子である。

- 伊集院光・電気グルーヴ・大槻ケンヂなどによる深夜ラジオ、VOW・アスキー・月刊OUTなど投稿雑誌の影響下にあったことを公言している[16]。いずれも90年代前半におけるサブカルシーンの本流であり「過激なことを言ったもの勝ち」な風潮であった。
- 人間椅子やP-MODELの平沢進のファンでもあり、時折関連ツイートを行っている。Twitterの投げ銭機能導入発表時には「平沢進とか人間椅子とか早々に導入してくれ バリバリ投げたい」と語る[17]。
- ラブドール・等身大人形を複数所有している。引越しにおける扱いづらさを赤裸々に語り、笑いを誘った。オリエント工業製を愛用している[18]。

## 作品リスト

### 一般誌連載作品
| タイトル              | 連載期間                                               | 連載誌                                                      | 書籍情報 | 備考 |
| --------------------- | ------------------------------------------------------ | ----------------------------------------------------------- | --- | --- |
| 大同人物語            | 1996年 - 連載中断                                      | コミックガム（ワニブックス）                                | 1. 1998年刊 ISBN 4-8470-3280-2 GUMコミックス刊 | 1996年より連載 連載中断の後、未完 第1巻のみ刊行(雑誌掲載分の 単行本未収録あり) |
| 進め!!聖学電脳研究部  | 1997年 - 1998年                                        | ファミ通PS（アスキー）                                      | - 1999年刊 ISBN 4-88199-590-1 ゲーメストコミックス （新声社） - 2003年刊 ISBN 4-0471-3478-3 角川コミックスエースエクストラ （角川書店） | 全1巻 ゲーメストコミックス版には 7Pの短編「うっかりパパ」と 18Pの短編「東京BINGO団」 を併録 角川コミックスエース エクストラ版には 7Pの短編「うっかりパパ」と 16Pの短編「進め!!聖学以下略」 を併録 |
| HELLSING              | 1997年5月 - 2008年11月                                 | ヤングキングアワーズ （少年画報社）                         | 1. 1998年刊 ISBN 4-7859-1870-5 2. 1999年刊 ISBN 4-7859-1958-2 3. 2000年刊 ISBN 4-7859-2047-5 4. 2001年刊 ISBN 4-7859-2125-0 5. 2003年刊 ISBN 4-7859-2286-9 6. 2003年刊 ISBN 4-7859-2373-3 7. 2004年刊 ISBN 4-7859-2499-3 8. 2006年刊 ISBN 4-7859-2666-X 9. 2007年刊 ISBN 4-7859-2885-9 10. 2009年刊 ISBN 4-7859-3131-0 | 全10巻 第1巻～3巻にCROSS FIRE (コミックマスター掲載)の 第1話～3話をそれぞれ併録 |
| HELLSING外伝 THE DAWN |                                                        | ヤングキングアワーズ増刊号 (少年画報社)                     | 未単行本化 | 不定期連載 掲載誌の休刊に伴い 第6話までの未完 |
| 進め!以下略           | 2000年 - 2006年                                        | 季刊少年エース増刊桃組 →コンプエース（角川書店）            | 未単行本化 | 全19話 |
| 以下略                | 2006年 - 2010年                                        | ゲーマガ （ソフトバンククリエイティブ）                     | 1. 2009年刊 ISBN 4-7973-5416-X | 進め!以下略の後継作品 全33話 19話までを単行本1巻に収録 2巻以降の刊行予定はない |
| ドリフターズ          | 2009年6月号 - 連載中                                   | ヤングキングアワーズ （少年画報社）                         | 1. 2010年、ISBN-10 ISBN 4-7859-3407-7 ISBN 978-4-7859-3407-1 2. 2011年、ISBN-10 ISBN 4-7859-3714-9 ISBN 978-4-7859-3714-0 3. 2013年、ISBN-10 ISBN 4-7859-5043-9 ISBN 978-4-7859-5043-9 4. 2014年、ISBN-10 ISBN 4-7859-5436-1 ISBN 978-4-7859-5436-9 5. 2016年、ISBN-10 ISBN 4-7859-5790-5 ISBN 978-4-7859-5790-2 6. 2018年、ISBN-10 ISBN 4-7859-6321-2 ISBN 978-4-7859-6321-7 7. 2023年、ISBN-10 ISBN 4-7859-7497-4 ISBN 978-4-7859-7497-8 | |
| アサシネ              | 2010年12月号 - 2012年6月号 2013年11月号 - 2014年10月号 | 月刊ComicREX（一迅社） ⇒コミックバーズ （幻冬舎コミックス） | 未単行本化 | 隔月連載 2014年10月号を最後に休載状態 |

### 一般誌読み切り作品 (全て単行本未収録)
- HIANDLOW（ヤングキングアワーズ（少年画報社））
- ガンマニア（ウルトラジャンプ（集英社））※全3話
- 彼らの週末（月刊アフタヌーンシーズン増刊 2001年Winter号（講談社））
- BE WILD!!（月刊少年ガンガン（スクウェア・エニックス））
- 美少年で名探偵でドエス（電撃大王GENESIS 2010SUMMER（アスキー・メディアワークス））※連載の予定であったが掲載は1話目のみ、翌号以降休載。

補足：『新世紀エヴァンゲリオン』のいわゆる商業アンソロジーでは、他の作家とのオムニバス短編が数点確認されている。内容はスラップスティック・ギャグの体裁に仕上がっている。

### 成人作品
| タイトル                              | タイトル                              | 書籍情報                                           | 備考                                                                                  |
| ------------------------------------- | ------------------------------------- | -------------------------------------------------- | ------------------------------------------------------------------------------------- |
| COYOTE                                | COYOTE                                | 1995年刊 ISBN 4-8296-7745-7 Xコミックス            | COMICパピポ（フランス書院）にて1994年1月号 - 10月号連載。全1巻。                      |
| 拝Hiテンション                        | 拝Hiテンション                        | 1996年刊 ISBN 4-8827-1445-0 カラフルEX（ビブロス） | 表題作を含む短編集。単巻。                                                            |
| 拝Hiテンション                        | 上海遊撃隊                            | 1996年刊 ISBN 4-8827-1445-0 カラフルEX（ビブロス） | 表題作を含む短編集。単巻。                                                            |
| 拝Hiテンション                        | 砂漠の用心棒                          | 1996年刊 ISBN 4-8827-1445-0 カラフルEX（ビブロス） | 表題作を含む短編集。単巻。                                                            |
| 拝Hiテンション                        | 私の足ながパトロン                    | 1996年刊 ISBN 4-8827-1445-0 カラフルEX（ビブロス） | 表題作を含む短編集。単巻。                                                            |
| 拝Hiテンション                        | 儂も若い頃は無茶したもんじゃ          | 1996年刊 ISBN 4-8827-1445-0 カラフルEX（ビブロス） | 表題作を含む短編集。単巻。                                                            |
| 拝Hiテンション                        | テクノ番長                            | 1996年刊 ISBN 4-8827-1445-0 カラフルEX（ビブロス） | 表題作を含む短編集。単巻。                                                            |
| 拝Hiテンション                        | テクノ番長SS（スーパーズ）            | 1996年刊 ISBN 4-8827-1445-0 カラフルEX（ビブロス） | 表題作を含む短編集。単巻。                                                            |
| ANGEL DUST                            | ANGEL DUST                            | 未単行本化                                         | COMICパピポ 1996年（フランス書院）：『COYOTE』の続編。全10話。※出版社により原稿紛失。 |
| HELLSING〈読み切り〉                  | HELLSING〈読み切り〉                  | 未単行本化                                         | 快楽天 1996年10月号（ワニマガジン社）：同名の長編作品のパイロット版。                 |
| 無敵の魔法教師カワハラーZ〈読み切り〉 | 無敵の魔法教師カワハラーZ〈読み切り〉 | 未単行本化                                         | 快楽天 1996年7月号（ワニマガジン社）                                                  |
| 大総統サバサバ〈読み切り〉            | 大総統サバサバ〈読み切り〉            | 未単行本化                                         | 快楽天 1997年2月号（ワニマガジン社）                                                  |
| ブービートラップ〈読み切り〉          | ブービートラップ〈読み切り〉          | 未単行本化                                         | 快楽天 1997年4月号（ワニマガジン社）                                                  |
| イカす総統天国〈読み切り〉            | イカす総統天国〈読み切り〉            | 未単行本化                                         | コミック零式 1998年Vol.6（リイド社）                                                  |

### 挿絵
- 皇国の守護者 第8巻（中央公論社、著：佐藤大輔）※第1巻から第7巻までは塩山紀生、第9巻は獅子猿がカバーイラストを担当。
- バイオハザード3 ラスト エスケープ 公式ガイドブック 脱出遂行編（発売：アスペクト、著：スタジオベントスタッフ）

### その他
- コミックマーケット52　ブロックノート使い方マンガ（大同人物語の木之下が明智にブロックノートについて訊くという体裁の1ページ漫画）
- 『諸星大二郎 デビュー50周年記念 トリビュート』（2021年） - イラスト寄稿[19]